# ایوا بیتووا
ایوا بیتووا (چکی: Iva Bittová؛ زادهٔ ۲۲ ژوئیهٔ ۱۹۵۸) نوازندهٔ آوانگارد ویولن، موسیقی‌دان، آهنگساز و بازیگر اهل جمهوری چک است. وی از سال ۱۹۷۶ میلادی تاکنون مشغول فعالیت بوده‌است. 
از فیلم‌ها یا مجموعه‌های تلویزیونی که وی در آن‌ها نقش داشته است، می‌توان به سه برادر و ژلاری اشاره نمود که دومی نامزد دریافت جایزه اسکار بهترین فیلم خارجی‌زبان در سال ۲۰۰۴ میلادی بود و برندهٔ شیر چک بابت یهترین صداگذاری و بهترین هنرپیشه زن شد.